# Чемпионат России по боевому самбо 2014
Чемпионат России по боевому самбо 2014 года проходил в Улан-Удэ с 20 по 24 февраля.

## Медалисты
| Весовая категория | Золото                               | Серебро                                 | Бронза                                                    |
| ----------------- | ------------------------------------ | --------------------------------------- | --------------------------------------------------------- |
| до 52 кг          | Амыр Бакрасов Горно-Алтайск          | Рустам Конзошев Горно-Алтайск           | Родион Асканаков Горно-Алтайск Данил Ахмедьянов Аргаяш    |
| до 57 кг          | Гамзат Сайпутдинов Москва            | Андрей Будажапов Улан-Удэ               | Велимурад Алхасов Москва Курбан Магомедов Москва          |
| до 62 кг          | Имран Джавадов Нижегородская область | Александр Саликов Нижегородская область | Сергей Разин Нижегородская область Узаир Лабазанов Москва |
| до 68 кг          | Руслан Гасанханов Дагестан           | Артур Тархатов Горно-Алтайск            | Вадим Шагин Нижегородская область Павел Пантелеев Омск    |
| до 74 кг          | Ислам Махачев Нижегородская область  | Заур Азизов Дубна                       | Байзет Хатхоху Краснодар Ильяс Хайпаев Москва             |
| до 82 кг          | Дмитрий Самойлов Старый Оскол        | Мурад Керимов Москва                    | Абусупьян Алиханов Дагестан Гамзат Хирамагомедов Москва   |
| до 90 кг          | Султан Алиев Махачкала               | Вячеслав Василевский Кстово             | Магомед Магомедов Москва Константин Стрябков Старый Оскол |
| до 100 кг         | Вадим Немков Старый Оскол            | Михаил Мохнаткин Санкт-Петербург        | Александр Сон Хабаровск Дмитрий Невинный Санкт-Петербург  |
| свыше 100 кг      | Кирилл Сидельников Старый Оскол      | Зелимхан Умиев Москва                   | Денис Гольцов Санкт-Петербург Денис Полехин Старый Оскол  |

## Командное первенство

### Среди субъектов
1. Нижегородская область;
2. Белгородская область;
3. Алтайский край.

### Среди округов
1. Москва;
2. Центральный федеральный округ;
3. Приволжский федеральный округ.